# Takamichi Seki
Takamichi Seki (japanisch 関 隆倫 Seki Takamichi; * 16. Januar 1981 in der Präfektur Chiba) ist ein ehemaliger japanischer Fußballspieler.

## Karriere
Seki erlernte das Fußballspielen in der Schulmannschaft der Narashino High School und der Universitätsmannschaft der Tōyō-Universität. Seinen ersten Vertrag unterschrieb er 2003 bei den Omiya Ardija. Der Verein spielte in der zweithöchsten Liga des Landes, der J2 League. 2004 wechselte er zum Ligakonkurrenten Mito HollyHock. Für den Verein absolvierte er 80 Ligaspiele. 2006 wechselte er zum Ligakonkurrenten Consadole Sapporo. Für den Verein absolvierte er 29 Ligaspiele. Danach spielte er bei den Tonan Maebashi, Fagiano Okayama, Okinawa Kariyushi FC und FC Ryukyu. Ende 2010 beendete er seine Karriere als Fußballspieler.